# 日野・A05Cエンジン
A05Cエンジンは、日野自動車が製造するディーゼルエンジンである。専ら中型車全般、及び大型路線車のハイブリッド車型と貸切9m車型に搭載されている。

## 概要
2015年に登場。
同社の中型トラック「レンジャー」、大型路線バス「ブルーリボン（2代目）」（ハイブリッド車）、大型観光バス「セレガ」（9m車、2DG/2KG車以降）、中型観光バス「メルファ」（2DG車以降）並びにいすゞ自動車の大型路線バス「エルガハイブリッド（2代目）」、大型観光バス「ガーラ」（9m車、2DG/2KG車以降）、中型観光バス「ガーラミオ」（2DG車以降）に搭載されている。
- 内径112mm×行程130mmの直列4気筒（排気量5,123cc）、SOHC4バルブ式である。

- 可変ノズルターボ（または2段過給ターボ）、クールドEGR、DPR、コモンレール式燃料噴射システムなどを採用し、平成22年排出ガス規制以後の自動車排出ガス規制に対応している。

2022年3月、HC-SCR車において排気ガス性能の劣化耐久性試験においてデータ不正が発覚し、出荷を停止した。1951年の道路運送車両法施行後初の型式指定の取り消しとなった。同年8月にも尿素SCR車でも不正が発覚し、出荷停止となった。

## ラインアップ
| 型式          | 排気量 | 最高出力（ネット値） [kW(PS)/rpm] | 最大トルク（ネット値） [N・m(kgf・m)/rpm] | 製造期間 | 備考 |
| ------------- | ------ | --------------------------------- | ----------------------------------------- | -------- | ---- |
| A05C-TC(A5-Ⅲ) | 5,123  | 191(260)/2,300                    | 882(90,0)/1,400                           | 2015-    |      |
| A05C-TC(A5-Ⅳ) | 5,123  | 177(240)/2,300                    | 883(85,0)/1,400                           | 2015-    |      |
| A05C-TC(A5-Ⅴ) | 5,123  | 177(240)/2,300                    | 794(81,0)/1,400                           | 2015-    |      |
| A05C-K1       | 5,123  | 184(250)/2,300                    | 834(85,0)/1,400                           | 2015-    |      |

すべてインタークーラーターボ付きである。A05C-K1は電動機との併用によるハイブリッド方式である。